# 开都河
开都河（維吾爾語：قايدۇ دەرياسى‎，拉丁维文：Qaydo deryasi）位于中国新疆天山南坡和焉耆盆地的北缘，东南流注博斯腾湖，為孔雀河的主要上游。开都河全长610千米，干流长500多公里，流域面积2.2万平方公里，包括和静、和硕、焉耆、博湖等县，大体上在和静县原土尔扈特部游牧的巴音布鲁克草原，总落差1750米，多年平均径流量33.62亿立方米。明代，蒙古辉特部在此游牧，称它为“开都郭勒”，其东方的河称“乌拉斯台河”，清朝前中期的史籍曾据古西域历史资料而称之为“大、小珠勒都斯河”。该河为典型降雨和冰雪融水混合型地表径流，降雨主要集中于4月－9月之间；冰雪融水集中于4月－5月，随气温升高于-4.5度，地表形成径流，冰雪融水多源于天山中部艾尔宾、依连哈比尔尕、那拉提、科克铁克等山脉。

## 水文

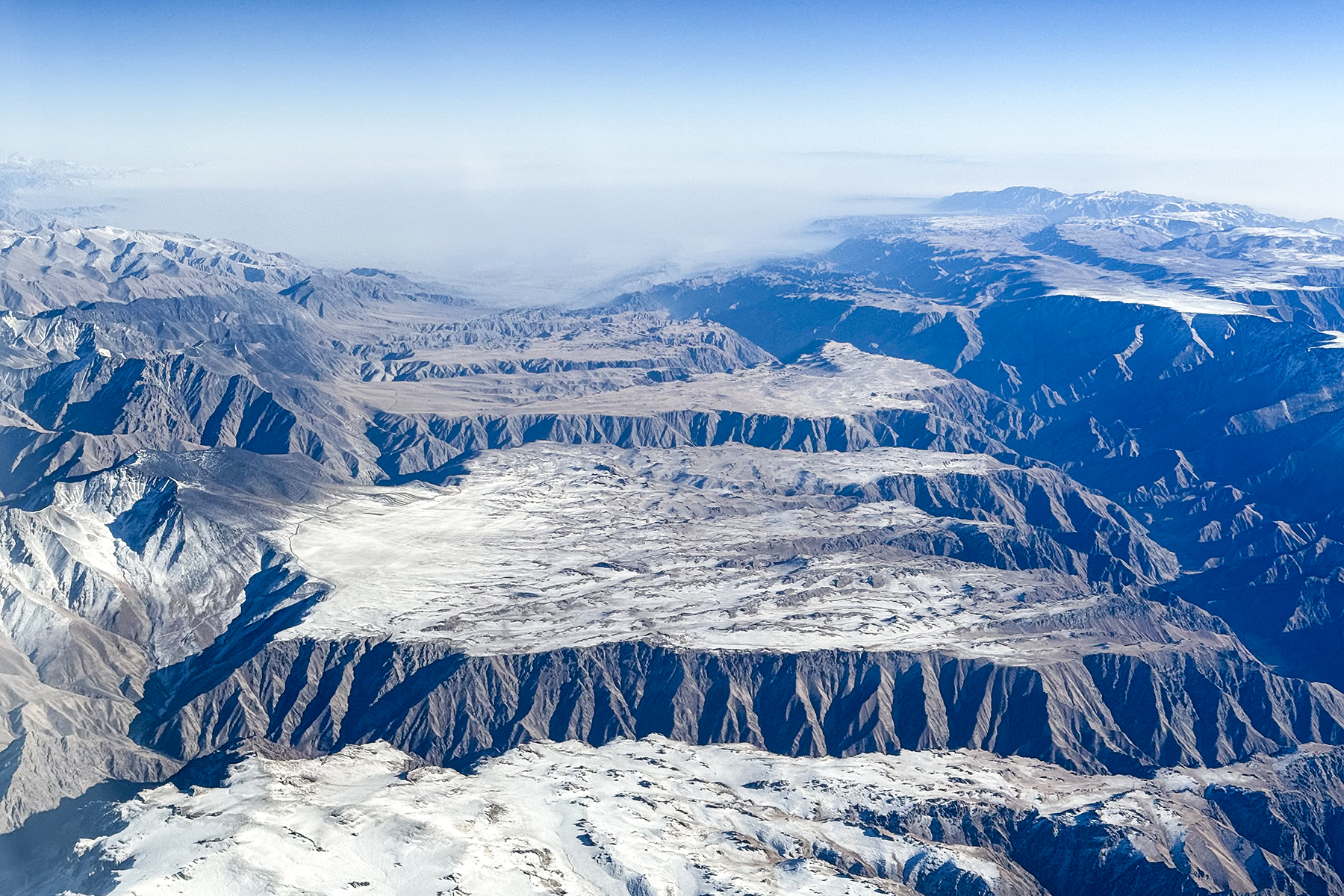
巴音布鲁克和焉耆盆地间中游左岸的额尔宾山（又称艾尔温根山）桌状山顶

开都河流域的地形是西北高，东南低，由西北向东南倾斜，整个流域大致可以分为三个不同类型。
其中，上游段在草原牧区蜿蜒流淌200多公里，穿过艾尔宾乌鲁山，到大尤勒都斯盆地西部又转向东南，之后穿越峡谷。
由呼斯台西里至山口的拜尔基为中游峡谷段，全长约164公里，水流湍急，水能资源主要集中在此段。当河流经呼斯台西里后，两岸山势逼近，河谷平均宽度200米，水面宽一般为50～80米。沿途两岸层峦叠嶂，悬崖陡壁，构成气势磅礴的激流险滩。中游峡谷段为开都河雨水及融雪水混合补给区，汇流较快，是开都河洪水的主要来源地。
焉耆平原段出山口以下为下游段。河流出大山口后，水势平缓，经山前丘陵，穿过焉耆平原，注入博斯腾湖，此段长126公里。如今，霍拉山边戈壁上有干涸的古河道，还有开都河留下的河道遗迹。据《水经注》载：汉代开都河西源东流，分为二水，一支向南流经员渠城（汉代西域焉耆国都城）西面，又折向东南流入博斯腾湖；一支向南分为两支，从员渠城的左右两面绕过，合二为一，注入博斯腾湖。当时焉耆国的都城员渠城，在开都河上游，沿霍拉山向东顺布9城。清乾隆《西域图志·卷二十七》记载：“源出天山中，合三哈布齐垓郭勒、东西裕勒都斯郭勒，旁挟众水，东南流出海都塔克口，名海都郭勒”（即开都河）。流域几经战乱，旧的城区遭到破坏，又兼洪汛河水改道，古河道废弃，后固定为今天的河流，随着新河道的形成，人们迁到现在的焉耆县城。

## 資源
开都河上如今共设有巴音布鲁克、山痕托海、拜尔基、焉耆、宝浪苏木5个水文站。根据连续多年的资料统计分析：山痕托海水文站为开都河上游来水控制站，其水量占开都河总水量的71.8%；中游峡山痕托海水文站至拜尔基水文站之间区间新汇流水年径流量占28.2%；拜尔基水文站多年平均径流量33.4亿立方米，拜尔基水文站以下河流两岸开始有农田灌溉引水，水量逐渐减少，至焉耆水文站多年平均径流量约减少17.1%。
开都河属于泥沙较小的河流，特别是上游河谷开阔，坡度较小，天然良好的草场植被使上游含沙较下游小，是优良的灌溉和工业用水资源。开都河水力蕴藏量有140万千瓦。特别在中游峡谷段的126公里，落差1169米，集中水力蕴藏量有110万千瓦，是建水力发电站的最理想地区。
开都河流域是新疆规划的三大水电开发基地之一。开都河上已开发建设的水电站有大山口水电站、小山口水电站、察汗乌苏水电站、开都河柳树沟水电站等8个梯级电站。其中，大山口水电站位于开都河中游段，下游距峡谷出口约1公里，距巴州首府库尔勒市120公里，是一座以发电为主的枢纽工程。